# Alain Bron
Pour les articles homonymes, voir Bron.
 (octobre 2014).
Alain Bron est un écrivain français né à Tunis (Tunisie) le 16 décembre 1948. Auteur d'essais, de romans, de nouvelles et de romans policiers, il est membre de la Société des gens de lettres (SGDL).

## Biographie
Lauréat de la Bourse de l'Aventure à l'âge de seize ans, Alain Bron part seul au Sahara et en revient riche d'expériences qui marqueront toute sa vie littéraire et professionnelle. 
Plus tard, il se passionnera pour la psychosociologie d’entreprise. Alain Bron a publié des essais, des nouvelles, des polars et des romans nommés et primés à plusieurs reprises. Sociétaire de la Société des Gens De Lettres (SGDL), il est directeur artistique de L’Art en chemin dans l’Oise, et préside une compagnie théâtrale.

## Œuvre

### Essais
Psychosociologie :
- La Gourmandise du Tapir, avec Vincent de Gaulejac, Desclée de Brouwer, 1995 ; cet ouvrage a été sélectionné par le Revenu français comme l’un des 5 meilleurs livres de management de l’année 1995. (voir le site) ( data bnf)

Économie politique :
- La Démocratie de la solitude, avec Laurent Maruani, Desclée de Brouwer, 1996 ( data bnf)

### Romans
- Concert pour Asmodée, La Mirandole, 1998. Les droits audiovisuels de ce roman ont été achetés pour une production cinématographique. Ce roman a fait l’objet du « Chemin des Cinq Sens 2004 », manifestation artistique en Ardèche avec Guy Chambon, plasticien et Christine Groult, électroacousticienne (voir le site). C’est aussi le thème d’un court-métrage réalisé par Fabienne Chauveau.
- Sanguine sur toile, éditions du Choucas, 1999. Ce roman a été sélectionné au Salon du Polar de Montigny en 2000, et a obtenu le prix littéraire du Lions Club International 2000. Il a été sélectionné livre FIP par la radio FIP en 2000. Il est publié en ligne par 00h00.com. Les droits audiovisuels ont été également achetés par la Société française de production.
- Mille et deux, éditions Odin, 2003. Ce roman a été sélectionné pour le prix du Polar de Cognac en 2003, et le prix des Terrasses de Marseille en 2004[1].
- Le fond tu toucheras, éditions Odin, 2005. Ce roman fait l’objet du « Chemin des Cinq Sens », manifestation artistique de mai à novembre 2005 en Ardèche. Il a été sélectionné parmi les dix meilleurs romans de l’année 2005 par le Salon du Polar (Montigny-les-Cormeilles) [2]
- Le Fruit du doute, éditions Odin, 2009. Ce roman a été sélectionné pour le prix Intramuros de Cognac en 2010 [3]
- Maux fléchés, éditions In Octavo, 2011 - format poche, 2018
- Vingt-sixième étage, éditions In Octavo, 2013 - Prix de la Bibliothèque nationale de France et du Fonds Handicap - Handi-Livres, catégorie roman 2014 ()- Version audio lue par Serge Cazenave chez VoxeBook (2021) - Version poche chez In Octavo (2022)
- Le Monde d'en bas, éditions In Octavo, 2015
- Toutes ces nuits d'absence, éditions Les Chemins du hasard, 2018
- Faim de parcours, In Octavo éditions, 2023. Ce roman a été sélectionné pour le  Prix du meilleur polar francophone de Cognac 2024 et a reçu le Prix Dora Suarez - Noir Emotion 2024 [4]
- Au creux de la vague, In Octavo éditions, septembre 2025.

### Humour
- Comment sourire aux radars, Hachette, 2008.

### Art
- A rien, sauf à l'essentiel, in A quoi sert (encore) l'art en temps de crise sanitaire, éditions Téraèdre, collection Eclaboussements, sous la direction de Christophe Pittet

### Nouvelles
Plus de cent histoires courtes depuis trente ans, dont :
- Mousse au chocolat, nouvelle sélectionnée dans « Buffet Noir », le meilleur du festival de polar de Cognac en 2000, publié par les éditions Cheminements et en ligne par Cytale
- « Comme un ange »,    « Un refuge de rêve »,    « La Cavale »,    « Dame Sennuwy »,    « Clair obscur », « Partir, c'est mourir un peu »,  « Traces », "Mon père", "Château de sable", "Vous dansez ?", "L'insoumis", "Jardin zen", "Un ciel de fonte et d'acier", "Le grand saut", "Cruauté mentale", "Un courant d'air", "Hors cadre", "Noces de fumée", "Les moineaux du quai 17", nouvelles écrites pour les Chemins d'art de 2006 à 2025 (Chemin des Cinq Sens, L'Art en chemin]).
- "Diamants noirs" nouvelle écrite pour le projet Bibliomobi (Métropole européenne de Lille), 2018

## Analyse critique
Alain Bron figure dans le Dictionnaire des littératures policières (édition 2007), ouvrage écrit sous la direction de Claude Mesplède (éditions Joseph K.). L'article comprend une biographie, une bibliographie policière, les résumés de Mille et deux et Le fond tu toucheras et une courte appréciation : « Révélation de ce début de siècle, Alain Bron, dont les personnages sont des gens ordinaires qui basculent subitement dans le drame, s'applique à décrire la part sombre que nous portons au plus profond de notre être. »
(Tome A à I, page 303 - 304)